# Dance-pop
Genres dérivés
Teen pop, Freestyle
Genres associés
Eurodance, Europop, Indie dance
La dance-pop est un genre de musique pop orienté dance. Parmi les représentants les plus populaires de ce genre se trouvent  Madonna, Bananarama, Kylie Minogue, Mylène Farmer, et Paula Abdul, dans les années 1980, Spice Girls, Britney Spears, Cher et Hilary Duff dans les années 1990, et 2000, les chanteuses Lady Gaga ou Rihanna en 2010, puis Rina Sawayama, Ava Max, Jessie Ware et Dua Lipa en 2020.